# Reise in die Vergangenheit (1943)
Reise in die Vergangenheit ist ein deutscher Spielfilm, den die Bavaria 1942/1943 produziert und durch die Deutsche Filmvertriebs GmbH (DFV) am 5. November 1943 in die Kinos gebracht hat.
Der von Hans H. Zerlett nach einer Idee von Gerda Ital geschriebene und von Zerlett inszenierte Film (Episodenfilm, Liebesfilm) ist ein freies Remake des französischen Spielfilms Spiel der Erinnerung (1937) und erzählt die Geschichte von Marianne von der Halden, die sich als Witwe von ihrer Tochter Anita überreden lässt, ihre früheren Kavaliere zu besuchen, um zu sehen, was aus diesen Männern geworden ist. Marianne findet dadurch zu dem Partner zurück, den sie nie hat vergessen können, und auch für Anita, die sie auf ihrer Reise begleitet, findet sich ein passender Mann.
Mit mehr als 17 Mio. Kinobesuchern war Reise in die Vergangenheit einer der kommerziell erfolgreichsten deutschen Filme der letzten Kriegsjahre.

## Handlung
Ort der Handlung ist zunächst Berlin, die Zeit eine fiktive friedenszeitliche Gegenwart. Anita von der Halten ist eine hochbegabte Klavierstudentin. Der Qualität ihres Spiels kommt es zugute, dass sie sehr verliebt ist, nämlich in ihren akademischen Lehrer, Prof. Kemmerer. Dieser ist wesentlich älter als Anita und ein erfahrener Pädagoge, der kein Problem damit hat, die leidenschaftliche junge Frau auf angemessenem Abstand zu halten. Als Anita während einer Klasse in der Akademie Liszts Liebestraum spielt, zieht diese Melodie den Dirigenten Fritz Elmers an, der sich zufällig im Gebäude befindet. Er betritt den Klassenraum, hört Anitas Spiel zu und bittet sie, ihn später zu einem Vorspielen aufzusuchen, denn er plant ein Konzert, für das noch Musiker gebraucht werden.
Anita lebt mit ihrer Mutter Marianne zusammen, einer attraktiven Witwe. Als Marianne von Anitas Begegnung mit Fritz Elmers hört, erschrickt sie, lässt den Grund dafür aber nicht erkennen. Marianne weiß von Anitas Schwärmerei für Prof. Kemmerer und möchte die Tochter, damit sie über die aussichtslose Sache leichter hinwegkommt, zu einer Reise überreden. Marianne macht sogar geltend, dass Anita Kemmerer, wenn sie ihn wirklich liebt, während einer Reise ja auch gar nicht vergessen würde. Das weckt Anitas Neugier: „Sehr kluge Mama, jetzt hast du mich so richtig eingekreist. Hat man das mit dir früher auch so gemacht?“ – „Was?“ – „Dich aus der Nähe eines Mannes weggelockt? Ich meine, es wäre doch möglich, dass du, bevor du Papa kennenlerntest, schon mal in einen anderen Mann verliebt warst.“ – „Ich war sogar ein paar Mal verliebt, sehr verliebt, und jedes Mal glaubte ich, dass es die ganz große Liebe war.“ Marianne erzählt Anita von diesen Männern, einem Sänger, einem Medizinstudenten und einem Herrenreiter. Auch einen vierten gab es: einen Musiker, über den Marianne sich aber ausschweigt. Nur einen kurzen Blick kann Anita auf einen mit Noten beschriebenen Fächer werfen, den Marianne als Andenken an ihn aufbewahrt.
Anita stimmt der gemeinsamen Reise unter der Bedingung zu, dass Marianne die Fahrt nutzt, um ihre ehemaligen Bewerber wiederzusehen und sich ein Bild davon zu machen, was aus ihnen geworden ist.
Den Anfang macht Paul Schneider, ein Tenor, der es als Kammersänger zu Ruhm gebracht hat. Bevor Marianne ihn besuchen kann, kommt Anita ihr zuvor und erscheint in seiner Wohnung unter dem Vorwand, für eine Freundin einen Gesangslehrer zu suchen. Auf einer Anrichte bewahrt Paul eine ganze Galerie von Fotos auf, die schöne Frauen ihm geschenkt haben, meist mit einer Widmung. Darunter befindet sich auch eines von Marianne. Als Anita wissen möchte, warum gerade diese Frau keine Widmung hinzugefügt hat, antwortet er nebulös: „Das ist ein Lied ohne Worte.“ Für Anita klingt das, als rühme er sich damit, dass diese Frau seine Geliebte gewesen sei, und so verlässt sie, mitsamt dem Foto, aufgebracht Pauls Wohnung.
Als Marianne ihn später am Tag selbst aufsucht, kann sie sich davon überzeugen, dass Paul beruflich erfolgreich ist und ganz in seiner Arbeit aufgeht. Bevor sie sich von ihm verabschiedet, gibt sie ihm das Bild zurück, sodass Paul versteht, dass die Besucherin am Morgen niemand anders als ihre Tochter war.
Die zweite ehemalige Liebe, die Marianne besucht, ist Werner Birkner, der Medizin studiert hat, von diesem Fach ganz besessen war und Chirurg werden wollte. Werner berichtet, dass der Onkel, der ihm das Medizinstudium finanziert hat, damals darauf bestanden hatte, dass er Tierarzt wird. Werner war dieser Bedingung widerstrebend nachgekommen, schätzt seine Arbeit heute aber und ist ein anerkannter Bürger geworden, der für seine Stadt viel Gutes tut. Er sagt Marianne, dass er gerade heute heiraten wird.
Während Marianne Werner besucht, wird Anita von Kindergesang angezogen, der aus einer Kirche zu hören ist. Dort probt Michael Brantner, ein junger Lehrer, mit seiner Schulklasse, die während Werners Trauung singen soll. Da Michael schlecht Harmonium spielt, bietet Anita ihre Hilfe an. Später am Tag, auf der Hochzeitsfeier, tanzen sie zusammen und kommen sich näher, Michael zeigt Anita auch seine Schule. Da Anita noch am selben Abend wieder abreisen wird, macht Michael ihr einen Heiratsantrag. Sie hat aber ihr Leben lang dafür gearbeitet, Pianistin zu werden, und zögert darum, ihm schon nach so kurzer Bekanntschaft ihr Jawort zu geben.
Der dritte Mann, den Marianne besucht, ist Carlo Ernst, der früher ein berühmter Herrenreiter und gefragter eleganter Tänzer war. Carlo geht es, wie Marianne entdeckt, nicht gut. Vor elf Jahren ist er mit seinem Pferd schwer gestürzt und musste im Anschluss zwei Jahre lang liegen. Seine Ehefrau Lily, der er beim Tanzen begegnet war, hatte ihn geduldig gepflegt. Nach seiner Genesung sind sie zusammen in Varietés aufgetreten. Dann ist er an Tuberkulose erkrankt. Nur sein Frack ist ihm noch geblieben und eine neue Tanznummer: seine letzte Hoffnung, die Lily ihm nicht nehmen mag, obwohl Carlo inzwischen sterbenskrank ist. Carlo und Lily leben in bitterer Armut in einem schlechten Viertel im Obergeschoss einer Gastwirtschaft, in der Lily Teller wäscht, während die Hauswirtin wegen der unbezahlten Miete mit der Kündigung droht. Marianne wird ihm später mit der Post einen Scheck schicken. Doch noch bevor das Geld ihn erreicht, wird Carlo sich erschießen.
Mutter und Tochter müssen die „Reise in die Vergangenheit“ abbrechen, denn ein Telegramm ruft Anita zurück nach Berlin, wo sie Elmers vorspielen soll.
Über den vierten Mann in ihrem Leben wollte Marianne mit Anita deshalb nicht sprechen, weil diese Liebe ihr immer noch nahegeht. So spricht sie sich statt bei der Tochter nun bei ihrer Haushälterin Tina aus: Fritz Elmer, ein Musiker, war arm gewesen, was Marianne ihm während eines Streites vorgeworfen hatte. Fritz hatte ihr das übel genommen und so hatten sie sich getrennt. Später hatte Marianne ihren Mann kennengelernt und die Tochter geboren. Auch als Witwe hatte sie keinen Kontakt aufgenommen, weil Fritz inzwischen berühmt war und sie nicht opportunistisch erscheinen wollte.

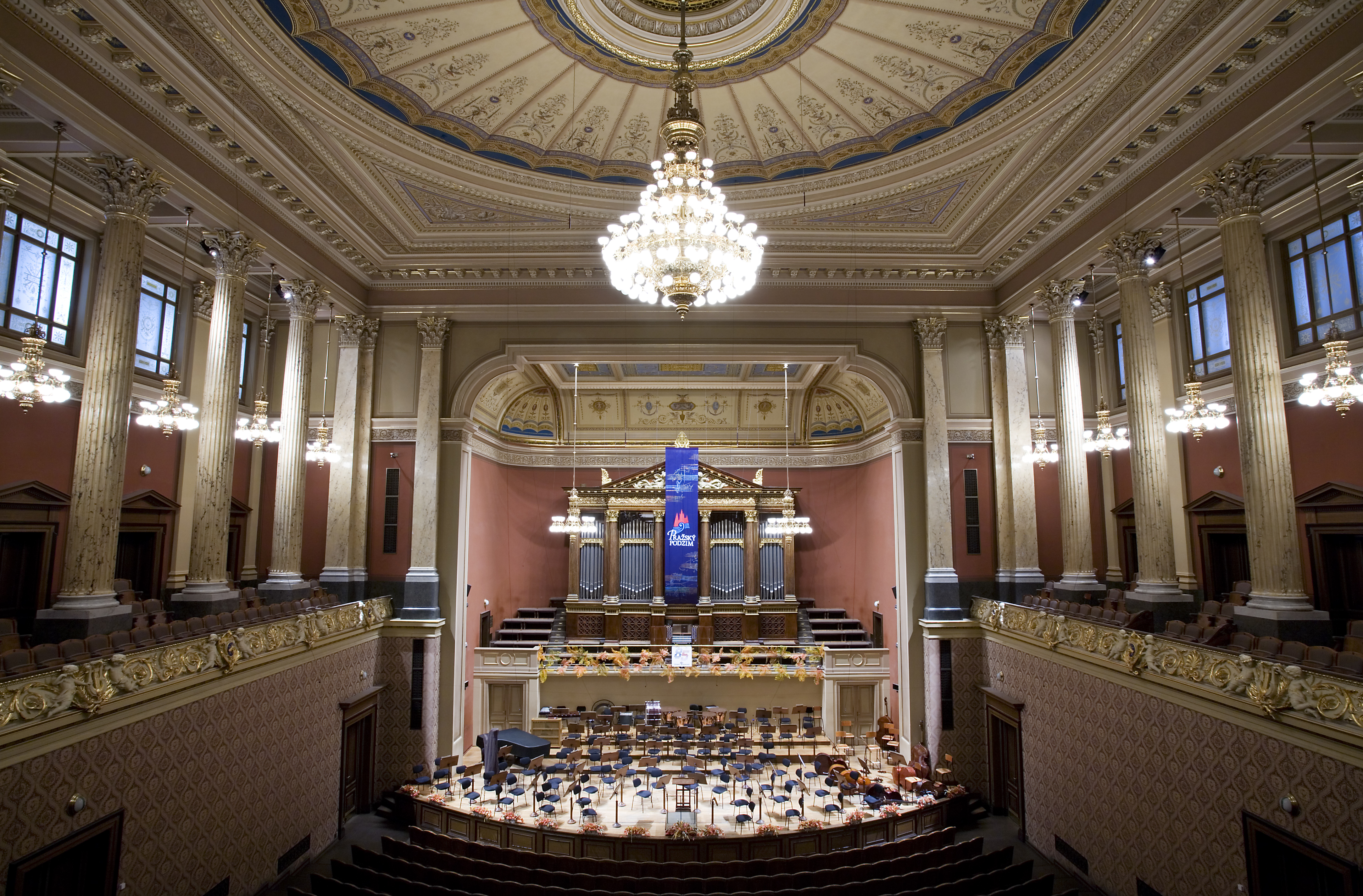
Die Filmaufnahmen des Konzerts entstanden im Prager Rudolfinum.

Anita darf in dem Konzert, das von Fritz als Dirigent geleitet wird, das Klaviersolo spielen. Auch Michael ist dafür angereist; als Anita in später zum Bahnhof begleitet, verloben sie sich. Michael will zu Anita nach Berlin ziehen, damit sie ihre Karriere fortführen kann.
Im Anschluss an das Konzert stehen auch Fritz und Marianne sich gegenüber: „Marianne!“ – „Ich bin Anitas Mutter.“ – „Du bist Anitas Mutter? Also das war’s an ihr, was gleich einen so tiefen Eindruck auf mich gemacht hat!“ Marianne gesteht Anita, dass Fritz der Mann war, von dem sie ihr nichts erzählt hatte. Anita ist nicht überrascht, denn die Noten auf dem Fächer und seine offenkundige Vorliebe für den „Liebestraum“ (der ihn zu Beginn der Filmhandlung mit ihr in Kontakt gebracht hatte) hatte ihn längst verraten. Fritz und Marianne lieben sich immer noch und werden endlich ein Paar.

## Produktion und Uraufführung
Georg Fiebiger, der den Film für die Bavaria produziert hat, war beim Film bis dahin als Komponist, Aufnahmeleiter und Tonschnittmeister in Erscheinung getreten. Reise in die Vergangenheit war der erste von insgesamt fünf Filmen, die er bis Kriegsende als Produktionsleiter betreut hat, und sein einziger Musikfilm. Das Team, das er hier mit Regisseur Hans H. Zerlett bildete, blieb auch für eine unmittelbar darauf folgende weitere Produktion beisammen: den Film Spuk im Schloß, der allerdings erst 1947 in die Kinos kam. Neben dem Lustspiel Meine Freundin Josefine (1942) wurde Reise in die Vergangenheit einer von Zerletts populärsten Filmen.
Weitere Mitglieder des Produktionsstabs:
- Aufnahmeleiter: Willy Laschinsky, Theo Kasper
- Kameraassistent: Herbert Stephan
- Bauten: Heinrich Weidemann, Johannes Massias
- Kostüme: Maria Pommer-Uhlig
- Ton: Ludwig Heiss

Obwohl die zum Produktionszeitpunkt 45-jährige Olga Tschechowa auch in den letzten Kriegsjahren immer noch immens populär war – 1944 nahm Joseph Goebbels sie darum in die Gottbegnadeten-Liste auf –, ist die eigentliche Hauptdarstellerin des Films die 23-jährige Margot Hielscher, die hier nicht nur als Schauspielerin, sondern auch – ohne Double – als Pianistin agiert. Hielscher hat Klavier auf hohem Niveau gespielt, zeitweilig war sie eine Schülerin von Rudolf Serkin. Die Musik für das Klavierkonzert am Ende des Films hat Bernhard Eichhorn selbst komponiert und Hielscher hat das Stück für die Dreharbeiten mit einem Klavierlehrer einstudiert. Reise in die Vergangenheit ist in erster Linie ein Film über zwei Frauen; Hielschers Leinwandpartner Rudolf Prack tritt dadurch etwas in den Hintergrund, und so ist es auch der einzige Film geblieben, in dem Hielscher und Prack gemeinsam zu sehen waren.
Die Dreharbeiten begannen am 8. Dezember 1942 und endeten im Frühjahr 1943. Die Innenaufnahmen entstanden in den Münchner Bavaria-Studios. Der Film ist in Schwarzweiß und 35 mm bei einem Seitenverhältnis von 1:1,37 produziert. Bei der Zensurvorlage am 11. Oktober 1943 (Jugendverbot) lag eine Kopie von 2232 Metern bzw. 81 Minuten Länge vor. Die Uraufführung erfolgte am 5. November 1943 im Berliner Kino Elyseum in der Prenzlauer Allee.
Im Fernsehen wurde der Film erstmals am 13. Januar 1964 ausgestrahlt (DFF 1). Zu einer FSK-Prüfung kam es am 16. Mai 1997. Die zugrundegelegte Kopie war 2185 Meter bzw. 80 Minuten lang.

## Kritik
„Publikumsträchtiges Unterhaltungskino, das mit seinem doppelten Happy End (Mutter und Tochter finden die große Liebe) von den Beschwerlichkeiten des Alltages während des Zweiten Weltkrieges ablenken sollte.“